# Return of the Champions
Return of the Champions is een livealbum van twee overgebleven leden van de rockgroep Queen in samenwerking met Paul Rodgers. Op dit album doet John Deacon niet meer mee, extra bandleden zijn Spike Edney (toetsen en zang), Jamie Moses (gitaar en zang) en Danny Miranda (basgitaar en zang). Dit album werd uitgegeven op 19 september 2005 op cd en op 17 oktober van dat jaar op dvd. De complete registratie is opgenomen tijdens het concert in de Hallam FM Arena in Sheffield op 9 mei 2005 wat deel uitmaakte van de "Queen + Paul Rodgers European tour 2005".
Het album bevat zowel hits van Queen als van de groepen Free en Bad Company waarvan Paul Rodgers vroeger deel uitmaakte.
Hun concert in Hyde Park, Londen was gepland op 8 juli 2005. Door de aanslagen in Londen op 7 juli 2005, werd het concert met een week uitgesteld, tot 15 juli 2005. De band nodigde op die dag ook alle hulpdiensten van Londen uit om gratis het concert mee te volgen. Als eerbetoon aan hen die zich ingezet hebben na de aanslagen werd het lied Imagine van John Lennon ten gehore gebracht. Dit nummer is ook als bonus aanwezig op de dvd.
Bij de release van de cd in de Verenigde Staten zat een bonus dvd als promotie materiaal voor de optredens die Queen met Paul Rodgers gaven in de VS in 2005.
Op deze "promo" dvd staan drie nummers namelijk "Reaching Out", "Tie Your Mother Down" en "We Are The Champions".

## Tracklisting

### Cd 1
1. Reaching Out (Hill/Black) (Vocals: Rodgers)
2. Tie Your Mother Down (May) (Vocals: Rodgers)
3. I Want to Break Free (Deacon) (Vocals: Rodgers)
4. Fat Bottomed Girls (May) (Vocals: Rodgers)
5. Wishing Well (Rodgers, Kirke, Yamauchi, Kossof, Bundrick) (Vocals: Rodgers)
6. Another One Bites the Dust (Deacon) (Vocals: Rodgers)
7. Crazy Little Thing Called Love (Mercury) (Vocals: Rodgers)
8. Say It's Not True (Taylor) (Vocals: Taylor)
9. '39 (May) (Vocals: May)
10. Love of My Life (Mercury) (Vocals: May)
11. Hammer to Fall (May) (Vocals: Rodgers, May (enkel intro)
12. Feel Like Makin' Love (Rodgers, Ralphs) (Vocals: Rodgers)
13. Let There Be Drums (Nelson, Podolor) (drum- en gitaarsolo, geen vocals)
14. I'm in Love with My Car (Taylor) (Vocals: Taylor)
15. Guitar Solo (May) (gitaarsolo, geen vocals)
16. Last Horizon (May) (gitaarsolo, geen vocals)

### Cd 2
1. These Are the Days of Our Lives (Queen) (Vocals: Taylor)
2. Radio Ga Ga (Taylor) (Vocals: Taylor, Rodgers)
3. Can't Get Enough (Ralphs) (Vocals: Rodgers)
4. A Kind of Magic (Taylor) (Vocals: Rodgers)
5. I Want It All (Queen) (Vocals: Rodgers)
6. Bohemian Rhapsody (Mercury) (Vocals: Mercury, Rodgers)
7. The Show Must Go On (Queen) (Vocals: Rodgers)
8. All Right Now (Rodgers, Fraser) (Vocals: Rodgers)
9. We Will Rock You (May) (Vocals: Rodgers)
10. We Are the Champions (Mercury) (Vocals: Rodgers)
11. God Save the Queen (Arrangement: May)

## Trivia
- Say It's Not True is een nummer geschreven door Taylor voor Nelson Mandela en zijn aidscampagne 46664.
- Love of My Life is een nummer dat gewoonlijk door Mercury gezongen wordt met May die hem begeleidt op de gitaar. Tijdens deze opname was de moeder van Mercury aanwezig, May droeg het nummer die avond op aan haar. Ook opmerkelijk was dat er een lege kruk aanwezig was naast May, de plek waar Mercury gewoonlijk zat bij het brengen van dit nummer.
- Tijdens These Are the Days of Our Lives werden beelden getoond uit de film Queen In Japan, waarin de vier Queen-leden te zien waren.
- Bohemian Rhapsody werd ingezet door Mercury aan de piano op het videoscherm, de beelden kwamen uit hun concert van 1986 in Wembley Stadium tijdens hun "Magic"-tour. Na het operettegedeelte werd de zang afwisselend gedaan waar Rodgers het meerdere deel op zich nam.